# GRK Borec
Le GRK Borec est un club de handball situé à Veles en Macédoine du Nord.

## Palmarès
Compétitions nationales
- Championnat de Macédoine (1) : 1994-1995